# Stepan Makarov
Stepan Osipovič Makarov (Mikolajiv, 8. siječnja 1849. – blizina Port Arthura, 13. travnja 1904.), ruski viceadmiral, visoko odlikovani zapovjednik ruske carske mornarice i istaknuti oceanograf.
Poginuo je, zajedno s 600 članova posade, na bojnom brodu Petropavlovsk kada je zašao u japansko minsko polje tijekom Rusko-japanskog rata.